# لرینبرگ (کارولینای شمالی)
لرینبرگ (به انگلیسی: Laurinburg) شهری در ایالت کارولینای شمالی کشور ایالات متحده آمریکا است که جمعیت آن در سرشماری سال ۲۰۱۰ میلادی، ۱۵٬۹۶۲ نفر بوده‌است.